# Oszczywilk (województwo lubelskie)
Oszczywilk – wieś w Polsce położona w województwie lubelskim, w powiecie ryckim, w gminie Ryki.
W latach 1975–1998 miejscowość położona była w województwie lubelskim.
Wieś jest sołectwem w gminie Ryki. Według Narodowego Spisu Powszechnego z roku 2011 wieś liczyła 389 mieszkańców.
Wierni Kościoła rzymskokatolickiego należą do parafii Najświętszego Zbawiciela w Rykach lub do parafii Wniebowzięcia Najświętszej Maryi Panny w Leopoldowie.

## Historia
Oszczywilk w wieku XIX stanowił wieś włościańską w powiecie garwolińskim, gminie i parafii Ryki. W roku 1886 wieś posiadała 36 domów, 49 osad oraz 281 mieszkańców gospodarujących na gruncie 591 mórg. Według spisu miast, wsi i osad Królestwa Polskiego z 1827 roku było tu 40 domów, 260 mieszkańców. Wieś ta wchodziła w skład dóbr Brusów.
Z registru poborowego z 1664 roku pochodzi wiadomość o wsi Ossiwilk w starostwie stężyckim, była to wieś królewska, mająca wówczas 48 poddanych (Akta grodzkie stężyckie, 22–207). Według registru podymnego z 1661 r. było tu domów włościańskich 6, podymnego płacono 3 floreny. Wieś ta należała w 1665 r. do starostwa Ryki i w tym roku na konsystujące (stacjonujące) w tej wsi i wsiach Ogonów, Janiszcze, Grabów i Chrosze sześć koni z chorągwi Rokitnickiego, rotmistrza Jego Królewskiej Mości, „złożono stacji łanowej z trzech ćwierci łanu, tak gotówką, jak i w produktach, 406 florenów i 20 i pół grosza”. We wsi tej miał w 1669 roku część zwaną Osczywilk alias Wólka Brzezińska Dominik Kochanowski. W 1670 r. w regestrze podatkowym odnotowano tu 6 zagród(Akta grodzkie stężyckie, 23–549).